# Atari ST

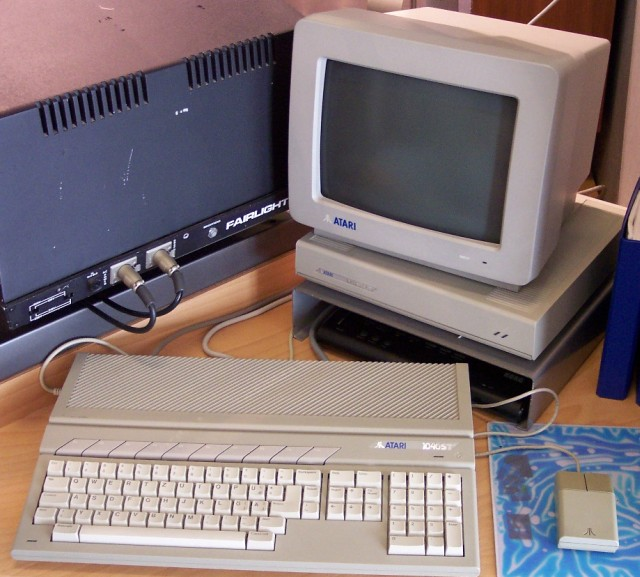
Een Atari 1040ST^{F}-computer met aparte Megafile-harddisk

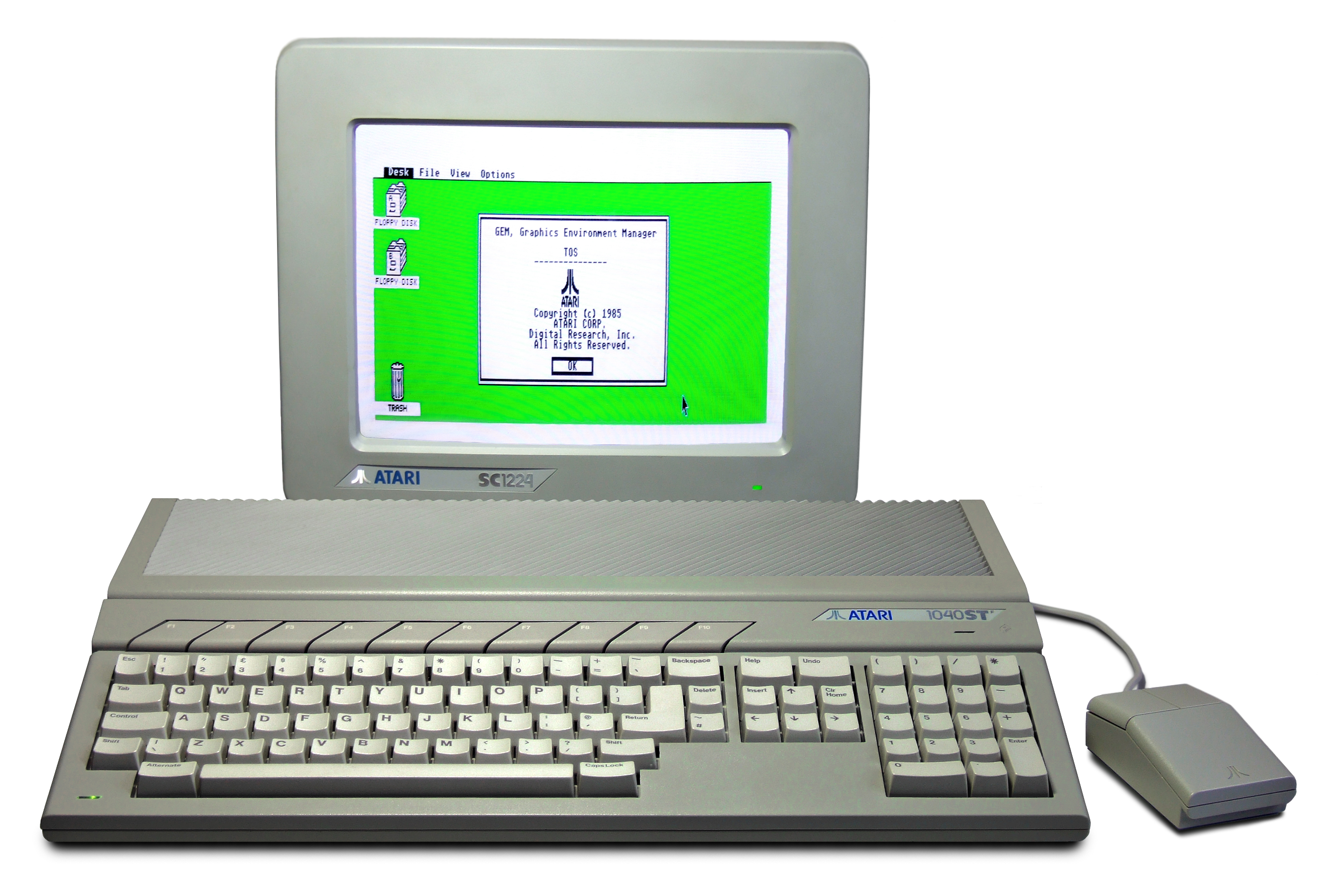
Een Atari 1040ST^{F}-computer

De Atari ST is een homecomputer/pc die van 1985 tot begin jaren 90 populair was. Hij is door Atari uitgebracht in 1985. Officieel staat "ST" voor "Sixteen/Thirty-two", hetgeen betrekking had op de externe 16 bit-bus en interne 32 bitprocessor van de Motorola 68000-chip.

## Overzicht
De Atari ST was een belangrijke homecomputer, gebaseerd op de Motorola 68000 cpu-chip, met minimaal 512 kilobyte RAM-geheugen en een 3½-inch-diskettestation (floppydiskdrive) als opslagmedium. Hij leek op de Apple Macintosh en de Commodore Amiga die ook gebaseerd waren op de Motorola 68000.
De Macintosh was weliswaar de eerste algemeen verkrijgbare computer met een GUI, maar toch had deze een kleinere monitor met een monochroom scherm. De Atari ST was de eerste computer met een volledige kleuren-GUI. Het bezat een innovatief grafisch subsysteem, bestaande uit één chip (ontworpen door Shiraz Shivji), dat het volledige systeemgeheugen deelde met de CPU. Dat systeem is vergelijkbaar met de oudere BBC Micro en het tegenwoordig gebruikelijke Unified Memory System (UMS). De Atari ST was tevens de eerste homecomputer waarbij standaard geïntegreerde MIDI-poorten waren ingebouwd.
De ST was vooral een concurrent van de Apple Macintosh en de Commodore Amiga. Deze rivaliteit werd vaak benadrukt door de respectievelijke bezitters en werd vooral zichtbaar tijdens demo's. Sterke punten van de Amiga waren onder andere de unieke processoren, waardoor hij standaard gezien beter was in computerspellen, bij de ST moest men wat dieper in het systeem duiken en zo nodig enkele trucjes toepassen om hetzelfde resultaat te bereiken, wat in latere spellen werd gedaan. Het standaardvoordeel van de ST was dat hij uitblonk in de kwaliteit van het hoge resolutie monochrome beeldscherm waardoor het een ideale machine was voor zakelijk gebruik en CAD. Bovendien was hij goedkoper dan de Amiga. Dankzij de ingebouwde MIDI-poorten was hij populair bij muzikanten en werd hij gebruikt in combinatie met MIDI-controllers en software-sequencers. Vaak vervulde hij ook live een rol op het podium tijdens optredens van bands. Met name in Duitsland was de machine ook vertegenwoordigd in het midden- en kleinbedrijf waar hij gebruikt werd in CAD-toepassingen en desktoppublishing (dtp).
De ST werd in latere jaren voorbijgestreefd door de Atari TT (1990) en de Atari Falcon (1992).
Vanaf het moment dat Atari zich terugtrok uit de computermarkt is de interesse gegroeid in computers met een dergelijk besturingssysteem (klonen). Atari kent een enthousiaste aanhang in de "emulator-scene" en dat geldt ook voor andere retrocomputers.

## Achtergrond

### Tramel Technology
Bij het computerbedrijf Commodore International ontstond er onenigheid tussen de CEO en grootste aandeelhouder Irving Gould en de oprichter van het bedrijf Jack Tramiel over het feit dat Tramiel grotere invloed van zijn zoons wenste in het bedrijf. Het gevolg was dat de Tramiels in januari 1984 moesten vertrekken bij Commodore.
Tramiel startte onmiddellijk de holding Tramel Technology, Ltd. en ging op zoek naar computerbedrijven in de Verenigde Staten met het doel er eentje op te kopen. Zo kwam hij bij het bedrijf Mindset dat werd gerund door Roger Badersher (voormalig hoofd van Atari's computerafdeling) en ook bij Amiga. Bij Amiga liet hij weten dat hij interesse had in de chipset, maar niet in het personeel. De overnames van Mindset en Amiga gingen uiteindelijk niet door en op 3 juli 1984 nam hij Atari over. Omdat Atari een lening van 500.000 dollar had verstrekt aan Amiga voor de realisatie van de custom chips en Amiga niet in staat leek de lening op tijd terug te betalen, dreigde Amiga eigendom te worden van Atari en daarmee alsnog in handen te vallen van Jack Tramiel. Commodore stak hier een stokje voor door Amiga over te nemen voor een bedrag van 30 miljoen dollar en de lening van 500.000 dollar aan Atari terug te betalen, nog voordat de overname van Atari door Tramiel rond was.
Na de overname van Atari ontsloeg Tramiel een groot deel van het personeel en gaf hij zijn chief-engineer Shiraz Shivji (die van Commodore afkomstig was) de opdracht om met spoed een goedkoop high end-computersysteem te ontwikkelen als tegenhanger van de Amiga. In het originele ontwerp werd rekening gehouden met de NS32032-chip, maar de fabrikant National Semiconductor kon de chip niet leveren onder de gestelde voorwaarden qua aantallen en prijs. Dit bleek achteraf maar goed ook, omdat de benchmarks van de 68000-chip beter waren dan die van de NS32032.
Het project kreeg de codenaam RBP wat stond voor rock bottom price (allerlaagste prijs). Tussen april en juli 1984 ontstond het ontwerp dat uiteindelijk zou resulteren in de ST. Het ontwerp was een combinatie van specialistische chips en algemeen verkrijgbare onderdelen in een sterk geïntegreerde configuratie op één moederboard, daarbij voorzien van standaard- en niet-standaardpoorten.

### Het contract met Amiga
Jay Miner, een van de ontwerpers bij Atari, kon zijn ideeën voor een compleet nieuw computersysteem niet kwijt bij het management en startte daarom in 1982 het bedrijfje dat later Amiga Corporation zou gaan heten. Daar werkte hij verder aan zijn Lorraine-systeem, maar raakte al gauw in financiële problemen. In november 1982 sloten Amiga en Atari een overeenkomst, waarbij Atari beloofde financiële steun (in de vorm van een lening van 500.000,- dollar) te geven voor de ontwikkeling van de custom chips die het hart vormden van het Lorraine systeem. In ruil daarvoor zou Atari gebruik mogen maken van de kennis van Amiga. Atari zou op basis van die kennis een eigen versie van het Amiga "Lorraine" systeem ontwikkelen, genaamd "Mickey". Tijdens het eerste jaar zou "Mickey" alleen als (spel)console zonder keyboard beschikbaar komen en pas daarna zou een keyboard mogen worden toegevoegd. Daarnaast zou Atari alle intellectuele eigendommen van Amiga verwerven indien Amiga de lening van 500.000,- dollar niet uiterlijk 30 juni 1984 zou hebben terug betaald.
Jack Tramiel ontdekte dat Warner Communications het verliesgevende Atari wilde verkopen. In juli 1984 kwamen de onderhandelingen tot een eind en kon Jack zich eigenaar noemen van de Atari Consumer Division, waar ook de computerafdeling onder viel.
Direct nadat Tramiel Atari had overgenomen, ontsloeg hij het meeste personeel. Tegelijkertijd wist hij veel werknemers van de computerfabrikant Commodore over te halen om te gaan werken bij het nieuwe Atari Corp. van Tramiel. Dit zette kwaad bloed bij de leiding van Commodore, niet in het minst vanwege concurrentie-issues, waarom Commodore rechtszaken aanspande tegen Atari. In deze tijd ontdekte Tramiel ook het contract dat Atari had afgesloten met Amiga. Tramiel startte daarop een rechtszaak tegen Amiga (en daarmee feitelijk tegen Commodore) om het bedrijf te verhinderen nieuwe technologie uit te brengen op basis van de Lorraine custom chipset, waarvan de realisatie mede mogelijk was gemaakt dankzij een lening van Atari. Na een paar maanden vertraging vanwege deze rechtszaken werd de productie uiteindelijk voortgezet en uiteindelijk kwamen de Atari 520ST en Amiga beide medio 1985 op de markt. De Atari 1040ST volgde in 1986.
In 1987 werd er een schikking getroffen tussen Atari en Amiga, waarmee lopende rechtszaken tot een einde kwamen.

### Het besturingssysteem
Begin 1985 was de hardware bijna gereed en het werd tijd om na te denken over een besturingssysteem. Microsoft stelde aan Tramiel voor om hun Windows-programmatuur op het systeem te zetten, maar de eerste release van Windows stond gepland voor twee jaar later en dat was veel te laat voor Atari. Een andere optie was het bedrijf Digital Research, dat werkte aan een besturingssysteem met een grafische interface (GUI) genaamd Crystal. Deze GUI werd al gauw omgedoopt tot Graphics Environment Manager (GEM). De derde optie was zelf een nieuw besturingssysteem te bouwen, maar men achtte de risico's daarvoor te hoog.
Digital Research zelf was op dat moment vooral gericht op Intel-computers. Daarom werd er een Atari-team gestuurd naar het hoofdkwartier van Digital Research om samen met hun programmeurs te werken aan het nieuwe besturingssysteem TOS (Tramiel Operating System) voor de ST-computer, onder de codenaam "Project Jason".
Men vond dat ook programmeurs die gewend waren aan DOS moesten kunnen werken met de nieuwe ST en omdat Digital Research op dat moment werkte aan het GEMDOS-systeem besloten ze ook dat mee te nemen met de geplande release in juni.

### Het debuut van de ST
De nieuwe computer werd in juni 1985 uitgebracht voor Atari gebruikersgroepen en in september kwam hij in de winkels te liggen onder de naam 520ST. Tussen ontwerp en uitgifte zat minder dan één jaar. Oorspronkelijk wilde Atari versies uitbrengen met 128 en 256 kB RAM-geheugen als respectievelijk de 130ST en de 260ST, maar na het inladen van het OS in het RAM-geheugen was er bij deze machines zo goed als geen werkgeheugen meer over. Toch wisten een paar 260ST's de winkelschappen in Europa te bereiken.
Bij vroege modellen werd TOS op floppy bijgeleverd, ook al hadden deze wel al chip-voetjes op het moederboard om de later uit te leveren ROM-versie van TOS te kunnen plaatsen. Al na een paar maanden kwam deze versie uit, en ook de vroege modellen konden nu een upgrade naar het ROM-TOS krijgen. Eind 1985 kwam een versie uit met een RF-modulator voor televisiebeelden, genaamd 520STM.
In eerste instantie wilde Atari tevens het GDOS (Graphical Device Operating System) van GEM meenemen in de uitrol. Met dit besturingssysteem konden ontwikkelaars GEM VDI (Virtual Device Interface) commando's versturen naar aan de computer aangesloten apparaten, puur door op het pictogram ervan te klikken. Op het moment dat de ST uitkwam was GDOS echter nog niet klaar. GDOS werd los meegeleverd bij latere versies van de ST.
De ST was minder duur dan de meeste andere computers (de Macintosh Plus inbegrepen) en hij was over het algemeen ook sneller. Door onder meer de prijs-prestatieverhouding werd de ST vrij populair, met name in die markten waar wisselkoersen de prijsverschillen versterkten. De slogan van die tijd was zelfs "Power without the Price." Een Atari ST met emulatiesoftware was zelfs een stuk goedkoper dan een Digital VT220 terminal, die toen veel gebruikt werd in kantoren met terminal-mainframe-configuraties.

## Beschrijving

### Behuizing
De 520ST was een alles-in-één-apparaat, vergelijkbaar met eerdere homecomputers als de Commodore 64. In de tijd dat de 520ST uitkwam eisten consumenten een volwaardig toetsenbord, inclusief cursortoetsen en een numeriek toetsenbord. Daardoor viel de 520ST wat groot uit. Als men het toetsenbord wilde verschuiven moest de hele computer verplaatst worden. Daar kwam bij dat men een fiks aantal dikke kabels moest aansluiten voor de randapparaten (toetsenbord, monitor, floppydiskdrive, etc.). Dit probleem werd deels verholpen bij latere modellen die een geïntegreerde floppydiskdrive bezaten, maar die hadden weer het nadeel dat de muis- en joystick-poorten op onhandige plekken 'onder' het toetsenbord zaten.
Het ontwerp van de kast kwam van Ira Valenski - het hoofd industrieel ontwerp bij Atari. In principe heeft de ST de vorm van een wig, met een aantal luchtroosters aan de achterkant. Het originele 520ST ontwerp gebruikte een externe floppydiskdrive terwijl de 1040ST-kast deze had ingebouwd. Ook de voeding (bij de 520ST een externe 'baksteen') verhuisde naar binnen bij de 1040ST. Het toetsenbord was uiterst gevoelig en van mindere kwaliteit dan dat van de IBM PC's. De functietoetsen hadden een unieke ruitvorm.

### Aansluitpoorten
De ST bezat een groot aantal aansluitpoorten aan de achterkant.
- Standaardpoorten:
  - RS-232c seriële poort (DB25 male)
  - Centronics printerpoort (DB25 female)
  - joystick-/muispoorten (DE-9 male)
  - MIDI-poorten (5-pin DIN)
- ST-specifieke poorten:
  - Monitorpoort (13-pin DIN)
  - ACSI (vergelijkbaar met SCSI) DMA-poort (voor harde schijven en laserprinters)
  - Floppydiskpoort (voor een secundaire floppydrive)
  - ST-cartridgepoort (voor 128 kB ROM-cartridges)

Vanwege het bi-directionele ontwerp kon de Centronics printerpoort gebruikt worden voor joysticks. Een aantal spellen maakte gebruik van adapters die er op pasten, waardoor twee extra 9-pins joystickpoorten beschikbaar waren.
Aanvankelijk gebruikte Atari enkelzijdige diskettestations die een opslagcapaciteit van 360 kB hadden. Latere drives waren dubbelzijdige versies die 720 kB aankonden. Omdat er in eerste instantie zoveel modellen met enkelzijdige diskettestations waren verkocht werd bijna alle software uitgebracht op twee enkelzijdige floppy's in plaats van één dubbelzijdige, dit om de oorspronkelijke bezitters niet weg te jagen. ST tijdschriften die ook het hele publiek wilden bestrijken bedachten innovatieve (format-)oplossingen om toch grote hoeveelheden software op hun cover disk kwijt te kunnen.
Een ander punt was dat Atari drives IBM-geformatteerde disks konden lezen, terwijl dat andersom niet het geval was. Deze incompatibiliteit in formatteer-methodiek werd later opgelost door middel van formatteer-utilities van derden die op beide manieren disks konden formatteren. Vanaf TOS versie 1.4 was dit probleem sowieso verholpen.

### De STF en STFM modellen
In 1986 verbeterde Atari het basisontwerp met de 1040STF (ook geschreven als STF). In principe leek hij nog steeds op de 520ST, maar de floppy-drive en voeding waren nu intern in plaats van extern. Hierdoor werd het apparaat weliswaar groter, maar er waren minder kabels aan de achterkant. (Ditzelfde ontwerp werd toegepast op de 520STFM (met nog steeds 512 kB RAM), die de eerdere modellen verving.) De 1040ST werd met 1 MB RAM-geheugen geleverd.
De 1040ST was de eerste pc die standaard met 1 MB werkgeheugen werd geleverd. Toen de prijs in de VS zakte tot 999 dollar was het tevens de eerste computer die door de '1000-dollar-per-Mb' - barrière heenbrak. De 1040 werd voorpaginanieuws in Byte Magazine.

### De Mega modellen
Aanvankelijk gingen de verkopen goed, met name in Europa waar Atari 75% van hun computers verkocht. Duitsland werd de grootste afnemer, daar werd de Atari ook in het MKB gebruikt voor desktoppublishing (DTP). en CAD-toepassingen.
Om tegemoet te komen aan dit groeiende marktsegment kwam Atari met de ST1 op de markt. De ST1 werd op de COMDEX van 1986 goed ontvangen en werd later hernoemd tot Mega. Deze machine werd uitgevoerd met 2 of 4 MB geheugen (de versie met 1 MB, de Mega 1, volgde later). Hij had een los toetsenbord van hoge kwaliteit, een stevige kast (om het gewicht van een monitor te kunnen dragen) en een interne bus expansion connector. De verwachte SLM804 laserprinter zou worden uitgevoerd zonder geheugen of processor, (om kosten te besparen) en zou aan de Mega gekoppeld kunnen worden via de ST DMA-poort. De Mega zou dan het renderen van de bladzijden voor zijn rekening nemen. De Mega vormde samen met deze laser printer een goedkope DTP-oplossing.
Een grafische coprocessor genaamd blitter die in staat was grote blokken grafische sprites snel binnen het RAM te verplaatsen zou worden bijgeplaatst om de performance op te schroeven, maar vanwege vertragingen werd die pas bij de Mega 2 en Mega 4 meegeleverd. Ontwikkelaars die er gebruik van wilden maken moesten de chip detecteren in hun programma's omdat de chip niet standaard was meegeleverd. Goedgeschreven programma's gebruikten de blitter voor de VDI-instructies van het beeldscherm zonder problemen, doordat de GEM API een geavanceerde interface met TOS was.

## Latere modellen
De eerste vier jaar richtte Atari zich met name op het verbeteren van de productie en distributie. Het ontwerp van de computer bleef in die tijd onveranderd.

### Verbetering van de ST
Eind 1989 kwam de STE (ook geschreven als STE) uit. Deze was verbeterd voor wat betreft het OS en de multimedia-hardware. De STE had een verbeterd kleurenpalet van 4096 kleuren, terwijl de oorspronkelijke ST er maar 512 had (ook al waren er - zonder programmeertrucs - maar 16 tegelijkertijd van zichtbaar te maken op de laagste resolutie van 320 bij 200). Tevens ondersteunde de STE Genlock. Ook de blitterchip was weer aanwezig, en een digitale 2-kanaalsgeluidschip die 8 bits-stereo-samples tot 50 kHz bemonsteringsfrequentie kon afspelen (in hardware). Twee enhanced joystick ports (EJP) waren toegevoegd aan de zijkant van de machine, hetgeen een beter toegankelijke plek was dan voorheen. De EJP's waren compatible de met joypads van de Atari Jaguar spelconsole. Het RAM-geheugen kon nu veel makkelijker worden opgehoogd via SIMM's. Ondanks dit alles bleef de kloksnelheid van de computer nog steeds 8 MHz, en daarnaast werd duidelijk dat de verbeteringen bedoeld waren om niet achter te blijven bij de Amiga.
De STE-modellen hadden aanvankelijk software- en hardwareconflicten waardoor bepaalde programma's helemaal niet meer werkten. Soms konden deze problemen worden verholpen door het bijplaatsen van RAM-geheugen. Veel ernstiger was het feit dat de floppy-drives van de STE minder sporen op floppy's konden lezen dan de oudere modellen. Meestal was dat geen probleem, behalve wanneer er extra tracks waren aangebracht op bepaalde floppy's van games (dit werd soms gedaan om extra data op de floppy te proppen, en soms werd het gedaan als een primitieve soort van kopieerbeveiliging). Sterker nog, de meeste formatteervoorzieningen kenden de optie om 86 tracks te formatteren op schijfjes die maar bedoeld waren voor 80. Ook een ingeplugde joystick was regelmatig een bron van conflicten en zorgde voor vreemd gedrag van bepaalde applicaties (zoals First Word Plus).
De extra's van de STE werden nauwelijks benut. Speciale STE-gerichte software was er nauwelijks, hooguit een paar CAD-, muziek en tekenprogramma's. Ook games maakten nauwelijks gebruik van de verbeterde hardware, daar deze maar op een klein aantal machines aanwezig was. De programma's die wél speciaal voor de STE waren gemaakt, gebruikten de verbeteringen echter ten volle.
De laatste STE computer, de Mega STE, was een STE in een grijze Atari TT-kast met naast de standaardopties een (schakelbare) 16 MHz 68000-processor, een (optionele) Motorola 68882 FPU, een VME expansion slot, een netwerkaansluiting (die sterk leek op de LocalTalknetwerkaansluiting van Apple) en een optionele 3,5-inch harddisk. De machine werd geleverd met TOS 2.0 (betere ondersteuning voor harde schijven, verbeterde GUI, optie voor een geheugentest, 1,44MB-floppydiskondersteuning en een aantal bug-fixes). Hij werd verkocht als beter betaalbaar dan een TT, maar krachtiger dan een gewone ST.

### De 68030-serie

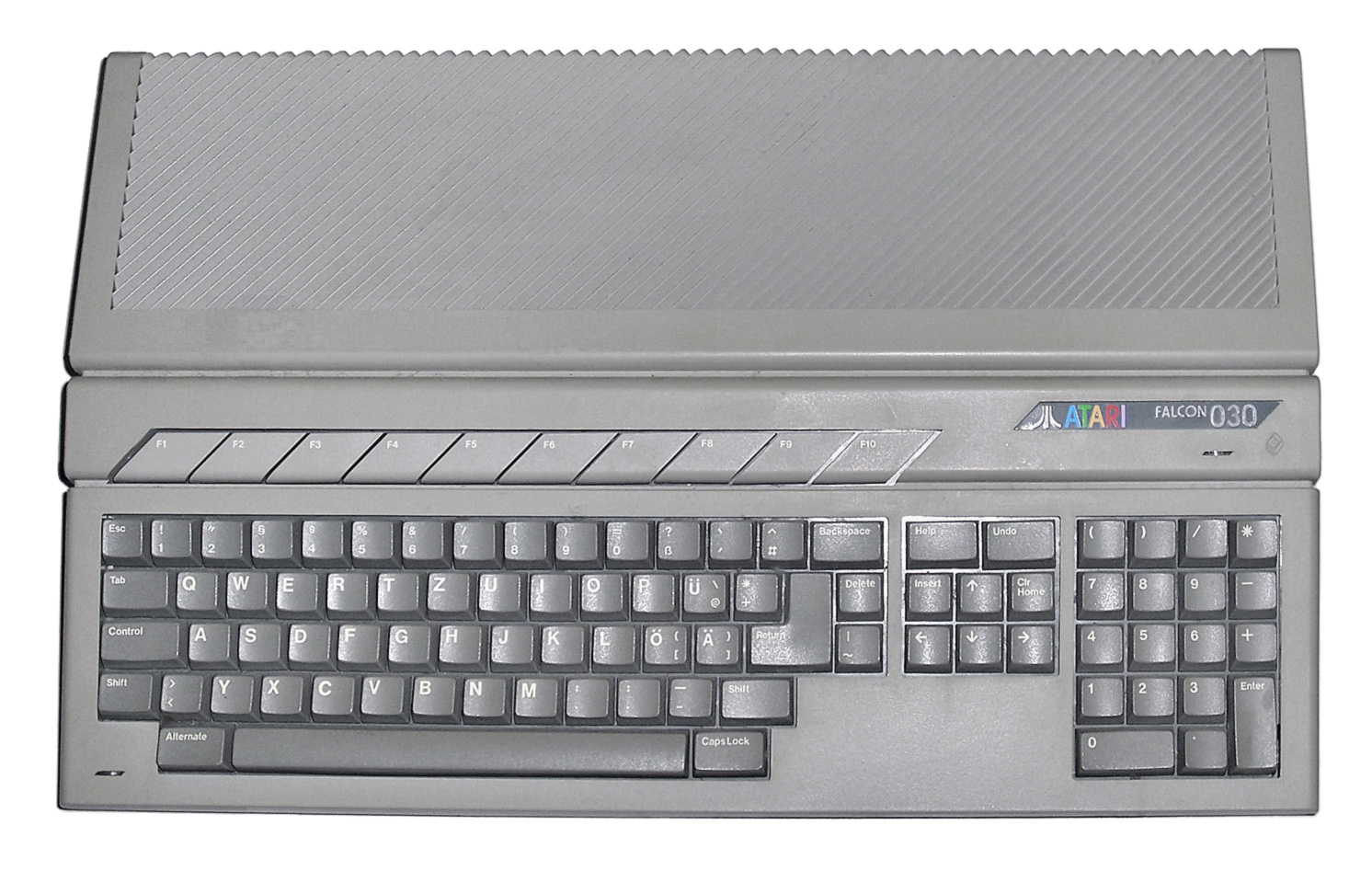
Een Atari Falcon030-computer

In 1990 kwam Atari met het geavanceerde werkstation TT / TT030 (snelheid: 32 MHz, CPU: Motorola 68030). Aanvankelijk zou er een Motorola 68020-chip in worden geplaatst, later werd dat een 16 MHz 68030. Vlak voor de introductie koos Atari echter een 32 MHz 68030, onder meer om beter te kunnen concurreren met de 25 MHz 68030 in de Commodore Amiga 3000. Met deze betere chip werden betere graphics en een krachtigere secundaire chipset ondersteund. De kast had een nieuw ontwerp gekregen met een geïntegreerde hardeschijfbehuizing. Enkele vroege exemplaren, ontworpen voor de 16 MHz 030, waren nog uitgerust met een aangepaste CPU-printplaat om de 32 MHz 030 alsnog te ondersteunen. Ook het Atari TOS-besturingssysteem was in deze machine gemoderniseerd en voor de processor aangepast, onder meer met nieuwe kleurmodi met ondersteuning voor onder meer VGA-monitoren.
De laatste ST computer was de multimedia-machine Falcon die in 1992 uit kwam, eveneens gebaseerd op de 68030 en met een kloksnelheid van weliswaar maar 16 MHz, maar met verbeterde video-modi en uitgebreide ondersteuning voor onder andere audio DSP's van hoge kwaliteit. Ook al was de 68030 microprocessor in staat om 32 bitsgeheugen te benutten, toch had de Falcon maar een 16-bits bussnelheid. Dit had een negatieve invloed op de prestaties maar zorgde wel voor een lagere prijs. Deze lagere prijs werd ook bewerkstelligd door de Falcon in dezelfde goedkope behuizing te produceren als de STE. Via een upgrade kit kon een professionele behuizing voor de Falcon worden gebouwd met een apart toetsenbord.
Al in 1993 werd de productie van de Falcon weer gestaakt. Onder licentie van C-Lab werd de Falcon opnieuw uitgebracht als de C-Lab Falcon Mk I die (los van een paar kleine wijzigingen in het audio-gedeelte) identiek was aan de Falcon. Daarop volgden nog de Mk II (identiek aan de MK I plus 500 MB harde schijf) en de Mk X (identiek aan de Mk II maar dan in een desktopbehuizing).

## Vervolg
In 1993 stopte Atari met de ontwikkeling van ST-computers om zich te richten op de Jaguar.
Nadat Atari zich had teruggetrokken uit de computerbranche bracht Medusa Computer Systems een paar Falcon/TT-compatible machines uit die gebaseerd zijn op de Motorola 68040 en 68060 processoren. Toepassingen van deze pc's waren met name op het gebied van audio, maar ook op video-, CAD- en kantoorsoftware-gebied deden deze apparaten mee.
Ook al wordt de hardware niet meer geleverd, toch is er een kleine actieve gemeenschap bezig met het levend houden van de ST computers. Er zijn vooruitgangen geboekt met het OS, met emulatoren (voor Windows, Macintosh en Linux) en met de hardware. Er zijn versnellingskaarten zoals de CT60 en de CT63 voor de Falcon. Daarnaast is er het Atari Coldfire Project dat erop gericht is om een Atari-kloon te ontwikkelen gebaseerd op de Coldfire-processor.
Het Duitse Milan Computer maakt ook Atari-klonen gebaseerd op de 68040 en op de 68060 processor. Deze draaien met TOS 4.5 en tevens met het MultiOS OS van het bedrijf zelf.

## Software

### Audio
De lage prijs van de ST, de ingebouwde MIDI-poorten en de lage latencyresponstijd maakte de ST favoriet bij muzikanten.
De ST was de eerste home computer met ingebouwde MIDI-poorten en er was veel MIDI-gerelateerde software voor zowel professioneel gebruik in muziekstudio's als voor muziek-enthousiastelingen. De populaire Windows/Macintosh-applicaties Cubase en Logic Pro ontstonden op de Atari ST. Tegenwoordig gebruiken muzikanten als Fatboy Slim nog steeds de Atari om muziek mee te maken.
Module tracker-software zoals 'TCB Tracker' was ook populair op de ST; met behulp van de Yamaha-synthesizer werden er zogenaamde 'chiptunes' mee gemaakt.
Het softwarepakket 'Quartet' combineerde de sample afspeelmogelijkheden van een tracker met conventionele muzieknotatie.
Voor die tijd had de ST veel geheugen waardoor bemonstering een reële optie werd. Replay Professional van Microdeal was een sampler die de cartridgepoort van de ST slim gebruikte om parallel te lezen van de catrtridgepoort van de ADC. Om digitaal geluid uit te kunnen sturen gebruikte hij de ingebouwde frequentie-output die werd opgeschroefd tot een (onhoorbare) frequentie van 128 kHz waarna de amplitude van dat signaal werd gemoduleerd.
Deze dingen samen maakte de Atari ST een voorloper van de latere computergestuurde alles-in-één studio's en softsynth-technologie.

### Overige applicaties
Ook populair op de ST was professionele desktop publishing software, zoals PageStream en Calamus; kantoorsoftware zoals wordprocessors (WordPerfect, WordWriter ST e.a.), spreadsheet- en databaseprogramma's (3D-Calc e.a.). Daarnaast waren er verschillende CAD en CAM applicaties voor zowel hobbyisten als professionals. Deze software was met name geschikt voor monochrome beeldschermen met een hoge resolutie.
Met grafische programma's zoals NEOchrome, Degas & Degas Elite, Canvas, Deluxe Paint en Cyber Paint kwam 3D-design en animatie onder handbereik. Het tekenprogramma Spectrum 512 gebruikte palette switching-trucs waardoor het maximale aantal kleuren in één keer op het scherm kon worden getoond (tot 46 kleuren per scanline. Ook al was de STE niet in staat zijn 4096 kleuren in één keer op het scherm te laten zien, toch waren er programma's die zelfs in staat waren 19200 kleuren te tonen door de video-shifter-chip voor de gek te houden).
3D computer graphics-applicaties (zoals Cyber Studio) brachten 3D modelling, scripting en computeranimatie (met gebruik van delta-compressie) naar de gebruiker. Er bestonden videocapture- en -bewerkingsprogramma's met speciale videocapturedongles (een soort hardwaresleutel) die via de cartridgepoort werkten. Deze vertoonden in eerste instantie monochrome, zwijgende filmbeelden met een lage framerate, maar de kwaliteit werd tegen het einde van de ontwikkeling van de ST allengs beter door toevoeging van geluid en wat kleur (dat laatste alleen bij stilstaande beelden).
Onder de niet-grafische programma's bevonden zich, onder andere bbs software QuickBBS voor deelname aan het FidoNet, herschreven in Gfa-Basic door John Webb. In Nederland bestond de groep actieve Atari-ST Sysops uit ongeveer 15 gebruikers.

### Software-ontwikkeling
De Atari kende een uitgebreid arsenaal van programmeertalen en 'tools' voor ontwikkelaars: 68000 assemblers (MadMac van Atari Corp, Devpac van HiSoft), Pascal (OSS Personal Pascal), C compilers (zoals Alcyon C, Lattice C, Megamax C, Mark Williams C, GNU C, Aztec C), LISP, Prolog, Logo en vele anderen.
De eerste set met ontwikkelgereedschap bestond uit een computer en handleidingen maar de prijs van 5000 dollar werkte ontmoedigend op potentiële ontwikkelaars. Dit werd aangepast en later bestond de Atari Developer's Kit uit software en handleidingen (geen hardware) voor 300 dollar. Daarbij zat inbegrepen een resource kit, een C compiler (eerst Alcyon C, later Mark Williams C), een debugger en 68000 assembler.
Bij de ST werd een diskette geleverd met ST BASIC, de eerste BASIC voor de ST. Deze BASIC had echter zo'n slechte performance dat gebruikers liever GFA BASIC en FaST BASIC (een van de weinige programma's die op een ROM-cartridge werd geleverd in plaats van op een floppy) gebruikten, naast het vrij bekende STOS dat afgeleid was van AMOS voor de Amiga en zó krachtig was dat het (met gebruikmaking van compiler in plaats van de gebruikelijke bijgeleverde runtime interpreter) verantwoordelijk was voor de productie van minstens twee commerciële spellen en een onnoemelijke hoeveelheid goede kwaliteit gratis en shareware games. Zelfs noviteiten als Shoot'Em-Up Construction Kit waren beschikbaar.

### Spellen
De ST had succes op de spelletjesmarkt vanwege de lage prijs, de snelheid en de kleurige graphics. Bekende en beruchte individuen die games voor de ST produceerden waren onder meer Peter Molyneux, Doug Bell, Jeff Minter (Llamatron), Jez San, James Hutchby, Dimitri Koveos en David Braben.
De eerste real-time 3D role-playing computer game, Dungeon Master is ontwikkeld op en uitgebracht voor de ST. Het is de best verkochte software die ooit op de ST is uitgebracht.
Simulatiespellen zoals 'Falcon' en 'Microsoft Flight Simulator II' gebruikte de geavanceerde grafische mogelijkheden van de ST. Dat gold ook voor spellen die werden overgezet vanuit de arcadehallen. Het spel MIDI Maze gebruikte de MIDI-poorten om te netwerken met andere ST's zodat meerdere personen achter meerdere ST's konden gamen.

### Utilities / Diversen
Kleine programmaatjes (zogenaamde utilities) waren beschikbaar als drivers voor extra hardware zoals video digitisers. Grafische en kantoorsoftware werd meegeleverd met de ST (HyperPaint II van Dimitri Koveos, HyperDraw van David Farmborough, 3D-Calc spreadsheet van Frank Schoonjans en meer, in opdracht van Bob Katz die later voor Electronic Arts zou gaan werken).
Public domain en shareware software voor de ST floreerde. In die tijd (nog vóór Internet) vond distributie plaats via zogenaamde public domain software bibliotheken die adverteerden in tijdschriften en op bekende bulletin board systemen (bbs).
Opvallend is dat de harde kern van ST-fans een (weliswaar afnemend) aantal ST-tijdschriften bleef ondersteunen, zelfs tot midden jaren 90 toen Internet al gemeengoed was. En ondanks beperkingen op het gebied van grafische mogelijkheden, geheugen en tijdelijke opslag op harde schijf van het systeem zijn er nog steeds verscheidene e-mail, FTP, telnet, IRC en ook complete grafische webbrowsers beschikbaar voor de ST.

## Technische specificaties
Alle ST's bezaten speciale en algemeen verkrijgbare processoren:
- Speciale chips
  - ST Shifter "Video shift register chip" — Voor bitmap graphics, maakt gebruik van 32 kB aaneengesloten geheugen voor alle resoluties. Scherm-adres moest veelvoud van 256 zijn.
  - ST GLU "Generalized Logic Unit" — Controlerende logica tussen de ST chips onderling. Verder geen onderdeel van de data-afhandeling.
  - ST MMU "Memory Management Unit" — Toegang tot fysiek geheugen van max. 4 MB. Brengt het geheugengebied van de ST in kaart.
  - ST DMA "Direct Memory Access" — Gebruikt voor data-communicatie met floppy en harde schijf. Heeft direct toegang tot het fysiek geheugen van de ST.
- Ondersteunende chips
  - MC6850P ACIA "Asynchronous Common Interface Adapter" — Stelt de ST in staat tot directe MIDI-communicatie (2 chips in gebruik). 31,25 kBaud voor MIDI, 7812,5 bps voor toetsenbord.
  - MC68901 MFP "Multi Function Peripheral" — Gebruikt voor genereren van interrupts, voor seriële en parallelle poort. De Atari TT030 had 2 MFP chips.
  - WD-1772-PH "Western Digital Floppy Disk Controller" — Floppy controller chip.
  - YM2149F PSG "Programmable Sound Generator" — Voor 3-stemmig polyfone geluidssynthese, tevens gebruikt voor floppy signalering en printerpoort controle.
  - HD6301V1 "Hitachi keyboard processor" — Gebruikt om toetsenbord en muis-/joystickpoorten te scannen (uitluisteren).

### ST/STF/STM/STFM
Originele specs van de 520ST:
- CPU: Motorola 68000 op 8 MHz. 16 bit-data/24 bit-addresbus.
- RAM: 512 kB
- Display modi (60 Hz NTSC, 50 Hz PAL, 71,2 Hz monochroom):
  - Lage resolutie - 320×200 (16 kleuren), 512 kleurenpalet totaal
  - Medium resolutie - 640×200 (4 kleuren), 512 kleurenpalet totaal
  - Hoge resolutie - 640×400, monochroom
- Geluid: Yamaha YM2149 3-stemmige zaagtandgolf + 1-stemmige witte ruis soundchip
- Drive: Enkelzijdig 3½ inch-diskettestation (floppydiskdrive), capaciteit 360 kB bij standaardformattering van 9 sectoren en 80 tracks.
- Poorten: tv-out (op ST-M en ST-FM typen, NTSC- of PAL-standaard RF-gemoduleerd), MIDI IN/OUT (waarbij OUT ook als THRU fungeert), seriële poort RS-232,  parallelle (printer)poort van Centronics, monitor (RGB of Composite Video-kleuren en monochroom, 13-pins DIN), extra diskdrivepoort (15-pins DIN), DMA-poort (Atari Computer System Interface- of ACSI-poort) voor harde schijven en Atari-laserprinter (gedeeld RAM met computer), joystick- en muispoorten (9-pins MSX-standaard)
- Besturingssysteem: TOS v1.00 (The Operating System) met het Graphics Environment Manager (GEM) WiMP (Windows, Mouse, Pointer) GUI.

De allereerste machines hadden het besturingssysteem op floppy (dat werd opgestart vanuit een boot-ROM) maar dit werd al snel vervangen door ROM-versies van TOS 1.0. De meeste productiemodellen werden hierna STFs, met een geïntegreerde enkelzijdige (520STF/512 kB RAM) of dubbelzijdige double density (1040STF/1024 kB RAM) ingebouwde drive. Verder werd er niets veranderd. Bij de daaropvolgende modellen was TOS geüpgraded naar versie 1.02 (ook bekend als TOS 1.2).
Ongeveer een half jaar later werd een RF-modulator toegevoegd zodat de computer aan een tv kon worden gekoppeld waarmee dan in kleur kon worden gewerkt in lage of medium resolutie (525 bij 625 pixels 60/50 Hz interlace, tevens op RGB monitoren) hetgeen de verkoopbaarheid van de ST zeer ten goede kwam omdat dan niet ook een dure monitor hoefde te worden gekocht. Deze modellen waren de 520STM (of 520STM). De latere F- en FM-modellen van de 520 hadden ingebouwde double-sided diskdrives in plaats van single-sided.

### STE
Oorspronkelijke specificaties en componenten van de 520STE/1040STE:
- Alle kenmerken van de 520STFM/1040STFM
- Verbeterd kleurenpalet van 4096 te selecteren kleuren
- Blitterchip om snel grote blokken data te verplaatsen
- Hardwareondersteuning voor horizontale en verticale scrolling en split screen-functionaliteit (met behulp van de shifter video chip)
- DMA geluidschip met tweekanaalsstereo-, 8 bit-PCM-sound van 6,25/12,5/25/50 kHz en stereo RCA audio-out aansluitingen (met gebruikmaking van verbeteringen in de shifter video chip ter ondersteuning van audio-shifting)
- National LMC 1992 audio controller chip voor links/rechts/master-volume, bas en treble equalizer via een "Microwire" (3 bit-, seriële) interface
- Geheugen: 30-pins SIMM-geheugenvoetjes voor eventuele upgrades tot 4 MB. Toegestane geheugengroottes waren 0,5, 1,0, 2,0, 2,5, 3,0, en 4,0 MB vanwege beperkingen in het systeem (alhoewel 2,5 en 3 MB niet werden ondersteund vanwege incompatibiliteitsproblemen). Later werd software door derden ontwikkeld waardoor tot 14 MB intern geheugen mogelijk werd. Hiervoor moest het interne MMU gepasseerd worden.
- Mogelijkheid tijdcode-synchronisatie met een video Genlock-apparaat.
- Analoge joypad ports (2 stuks), met ondersteuning voor apparaten zoals paddles en lichtpennen, naast joysticks/joypads. De Atari Jaguar joypads en Power Pad joypads (grijze versie van de Jaguar-joypads bedoeld voor de STE en Falcon) kunnen zonder adapter worden gebruikt. Twee standaard-Atari-joysticks kunnen met adapter worden aangesloten aan de analoge poorten.
- TOS 1.06 (ook bekend als TOS 1.6) of TOS 1.62 (waar een paar bugfixes van 1.6 in zaten die te maken hadden met achterwaartse compatibiliteit) in twee ROM-chips van 128 kB elk.
- Socketed PLCC Motorola 68000-CPU

## Modellen
De "Atari-familie" bestaat uit een aantal modellen. In chronologische volgorde zijn dat:
- 520ST+ — Benaming van de vroege 520ST's met 1 MB RAM-geheugen maar zonder floppy disk
- 260ST — Europese naam van de 520ST met 512 kB. Gebruikt nadat de 520ST+ uitkwam om onderscheid te maken tussen de goedkopere 512 kB modellen en de 1 MB modellen.
- 520STM — een 520ST met ingebouwde modulator voor tv-uitvoer.
- 520STFM — een 520STM met een nieuw ontworpen moederboard in een grotere behuizing met ingebouwde floppydisk.
- 1040STF — een 520STFM met 1 MB RAM-geheugen en ingebouwde dubbelzijdige floppy diskdrive, zonder modulator.
- 1040STFM — een 520STFM met 1 MB RAM-geheugen en ingebouwde dubbelzijdige floppy diskdrive.
- Mega ST (MEGA2, MEGA4) — een 1040 met respectievelijk 2 of 4 MB RAM, in een sterk verbeterde "pizzadoos"-behuizing met los toetsenbord. (Vroege modellen hadden nog geen blitterchip maar de meeste hadden dat al wel.) Inclusief een real-time klok and internal expansion connector.
- 520STE en 1040STE — een 520STFM/1040STFM met verbeterd geluid, de blitterchip en een 4096 kleurenpalet, in de oudere alles-in-één behuizing van de 1040.
- Mega STE — dezelfde hardware als de 1040STE met uitzondering van een snellere 16-MHz processor, geleverd in de TT kast.
- STacy — Een draagbare (maar zeker géén laptop) versie van de ST. In eerste instantie was het de bedoeling dat de STacy op 12 C cell-zaklampbatterijen zou werken in verband met de draagbaarheid, maar toen duidelijk werd dat de batterijen erg snel weer leeg waren (oplaadbare batterijen waren in die tijd nog niet zo efficiënt) plakten ze de batterijklep simpelweg dicht. Niet lang daarna werd de productie van het apparaat stopgezet.
- ST Book — (latere versie van de draagbare ST) was veel draagbaarder dan de STacy, maar daarvoor werden veel elementen opgeofferd zoals de backlight en de interne floppydiskdrive. Bestanden moesten tijdelijk worden opgeslagen op een intern flash memory van 1 Mb, om later te worden overgezet op een externe floppydiskdrive via een seriële of parallelle verbinding. Het scherm had een hoge reflectiviteit maar was toch slecht zichtbaar bij weinig licht of binnenshuis (groen backlight met leds was al vrij gebruikelijk in de horloge-industrie, maar dit leek niet te zijn doorgedrongen tot de technische afdeling van Atari), het had één monochrome resolutie van 640×400 en er was geen video-outpoort. Ondanks deze beperkingen werd het een vrij populaire computer die écht draagbaar was: smal, licht, stil, betrouwbaar en de batterijen hadden een lange levensduur. Daarbij was hij met name populair bij muzikanten die al gewend waren complete ST's (met monitor, kabels en toevoegingen) of STacy's on the road mee te nemen.

## Andere modellen
- Atari TT030 (1990) — nieuwe machine gebaseerd op de 32 MHz-Motorola 68030-processor, in weer een nieuw ontworpen behuizing met apart toetsenbord. Deze had hoge schermresoluties, meer kleuren, meer geheugen en een optionele interne harde schijf (die als een extra kleine doos aan de kast was te klikken). Toentertijd populair bij CAD- en DTP'ers vanwege zijn rekenkracht en grafische prestaties, met resoluties tot 1280×960 in monochroom.
- Atari Falcon 030 (1992) — een andere computer gebaseerd op de 68030 (zij het op slechts 16 MHz) die op de TT lijkt, maar dan (opnieuw) in de STE-achtige behuizing. Er waren nog meer verbeteringen op het audiovisuele vlak: een Motorola 56000 DSP voor cd-kwaliteit audio-opname- en bewerkingsmogelijkheden, multitasking OS (op schijf) en een LocalTalknetwerkpoort. Het is de laatste computer die door Atari is gemaakt.
- Medusa 040, Medusa 060, Hades 040, Hades 060 — Falcon/TT-compatibele machines gefabriceerd door Medusa Computer Systems.

### Pc-compatibel
- Atari PC-1 — IBM XT-compatibele computer maar met meer kleuren, ingebouwde RS-232 en printerpoort. Slechts één uitbreidingspoort. 'Te goed' gefabriceerd, duurder dan andere PC-klonen.
- Atari PV-5 — 386sx pc-compatibel, maar met goedkopere componenten.
- Atari N386SX — Laptop (heruitgave van SOTEC-model). Ingebouwde harde schijf van 40 MB.
- Atari Portfolio — PC XT-compatibele subnotebook (deze wordt gebruikt door John Connor in de film Terminator 2: Judgment Day). Ontworpen om makkelijk data te kunnen uitwisselen met ST's via een parallelle kabel en eenvoudige software.

### Transputer
- Atari ABAQ, of Atari Transputer Workstation — Een standalone machine met gemodificeerde hardware uit de ST en maximaal 17 transputers, in staat tot enorme parallelle rekenbewerkingen zoals ray tracing.

Er waren ook een paar prototypes die nooit zijn uitgebracht: de Falcon 040 (gebaseerd op een Motorola 68040, nieuwe behuizing en nieuwe poorten), de ST Pad (draagbare computer ter grootte van een A4'tje, met pen te bedienen, handheld, met een onverlicht, monochroom lcd-scherm. Deze was afgeleid van de ST Book en was de voorloper van de huidige pda's) en de STylus (een Apple-Newtonachtige palmtop).

## Randapparatuur
- SF354 — Enkelzijdige double-density 3½ floppydrive (360K)
- SF314 — Dubbelzijdige double-density 3½ floppydrive (720K)
- SM124 — Monochrome monitor, 12-inch-scherm, 640×400 pixels, zonder monitorvoet
- SM125 — Monochrome monitor, 12-inch-scherm, 640×400 pixels, mét monitorvoet
- SM144 — Monochrome monitor, 14-inch-scherm, met luidspreker, past boven op de Mega STE
- SM147 — Monochrome monitor, 14-inch-scherm, zonder luidspreker, verving SM124
- SC1224 — Kleurenmonitor, 12-inch-scherm, 640×200 pixels plus luidspreker
- SC1435 — Kleurenmonitor, 14-inch-scherm, stereoluidsprekers, verving SC1224 (opnieuw uitgebracht als Magnavox 1CM135)
- TT194 — Monochrome monitor, 19-inch-scherm
- TT195 — Monochrome monitor, 19-inch-scherm voor de TT030
- SH204 — Externe harde schijf, 20MB
- Megafile 20, 30, 60, SH205 — Externe harde schijf, behuizing dezelfde als Mega ST
- Megafile 44 — Verwisselbare cartridge drive, behuizing dezelfde als Mega ST
- SLM804 — Laserprinter, aan te sluiten via ACSI DMA-poort, gebruikte geheugen en CPU van ST om pagina's te renderen voor het printen
- SLM605 — Laserprinter, aan te sluiten via ACSI DMA-poort, kleiner dan de SLM805

## Trivia
- Het standaard-ROM-font van 8x8 pixels dat werd gemaakt voor de ST bevat vier afwijkende karakters. Als deze in een vierkant worden geplaatst dan wordt met enige fantasie het gezicht van J. R. "Bob" Dobbs (de waarschijnlijke oprichter van de Church of the Subgenius) zichtbaar.
- Jack Tramiel heeft het Hebreeuwse alfabet toegevoegd aan de ROM-karakterset van de ST vanwege zijn Joodse afkomst.
- Russel Hobbes, de tekenfilmdrummer van de band Gorillaz heeft een Atari ST in zijn kamer op de website van Gorillaz.
- In het boekje van de cd "You've Come A Long Way, Baby" van Fatboy Slim staat er een Atari ST op de foto van Fatboy Slims studio.